# Protalcis
Protalcis là một chi bướm đêm thuộc họ Geometridae.

## Các loài
- Protalcis concinnata
- Protalcis interrupta
- Protalcis sutschania